# Ruth Payne Burgess

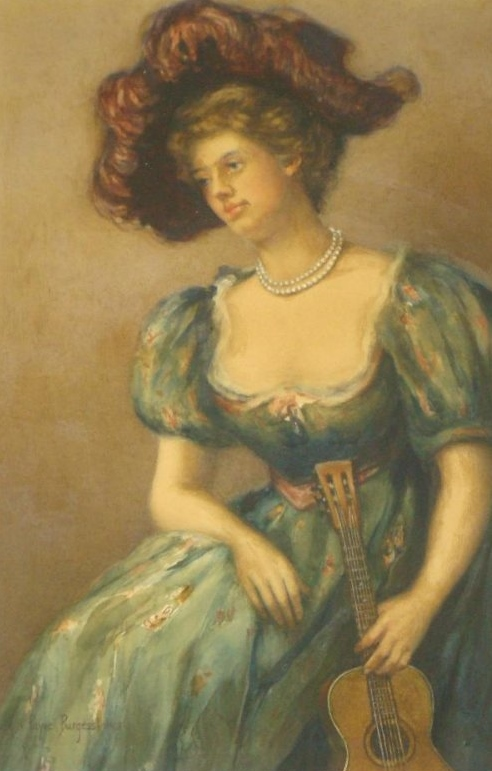
Ruth Payne Burgess, Young Woman with Violin and Hat, Aquarell, 1903

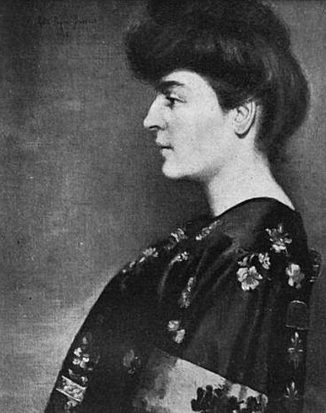
Ruth Payne Burgess, Portrait study of a young woman, 1915 Newport Art Exhibition

Ruth Payne Burgess (* 11. Oktober 1865 in Montpelier, Vermont; † 11. März 1934 in New York) war eine US-amerikanische naturalistische Malerin von Porträts, Stillleben und Genremalerin.

## Leben
Ruth Payne Jewett wurde in Montpelier, Vermont, als Tochter von Elisha P. Jewett und Julia Kellogg Field Jewett geboren. Ihre Großeltern waren Captain Nathan Jewett und Ruth Payne, Tochter von Elisha Payne. Sie besuchte in Northampton, Massachusetts die Mary A. Burnham School.
Sie lernte ihren späteren Ehemann John William Burgess in Vermont durch einen gemeinsamen Freund, den Künstler Thomas Waterman Wood, kennen. Burgess war der Gründer der Politikwissenschaftlichen-Abteilung der Columbia University. Sie heiratete John Burgess am 2. September 1885. Burgess war in erster Ehe mit Augusta Thayer Jones verheiratet, die im Jahr 1884 verstorben war.
Ruth Payne Burgess wurde als Künstlerin beschrieben, die „hoch intelligent, gut gebildet und eine vollendete Musikerin“ sei. Burgess und ihr Mann hatten einen Sohn, Elisha Payne Jewett Burgess. Im Jahr 1905 besaßen sie Häuser in New York City und Montpelier. Nachdem John Burgess in den Ruhestand getreten war, lebten sie in Newport, Rhode Island, in einem Haus namens „Athenwood“ und in Brookline, Massachusetts.
John William Burgess starb am 13. Januar 1931 in Brookline, Ruth Payne Burgess am 11. März 1934. Ihre Beerdigung fand am 14. März statt. Diese wurde durch die Verhaftung ihres Sohnes Elisha, eines Bergbauingenieurs, unterbrochen. Elisha Burgess war wegen Nichtzahlung des Ehegattenunterhalts und der Unterstützung seines Kindes angeklagt worden.

## Ausbildung
Ruth Payne Burgess studierte am Barnard College, National Academy Museum and School und dem Art Students League of New York unter George de Forest Brush, Kenyon Cox und James Carroll Beckwith. Auch studierte sie in Europa und war in Italien und Deutschland als Malerin tätig. In Deutschland malte sie das Porträt von Prinz August Wilhelm.

## Karriere
Burgess malte Porträts, unter anderem von Nicholas Murray Butler, dem Präsidenten der Columbia University, A. Barton Hepburn und von Admiral Charles Edgar Clark.
Ihre Werke wurden in neun Ausstellungen der National Academy of Design von 1897 bis 1906 und auch von 1924 bis 1933, gezeigt. Ein Bericht der Newport Annual Exhibition im Jahr 1915 zitiert einen Besucher mit den Worten: „Das Bild, welches mir am besten gefällt, ist dieser Kopf von Mrs. Burgess, es ist natürlicher und lebensechter als jedes Bild in der ganzen Show“. Ihre Arbeit beinhaltete auch orientale Themen.
Im Jahr 1899 trat Burgess der National Association of Women Artists und dem Woman’s Art Club of New York bei, dem sie von 1905 bis 1910 als Präsidentin diente und zum finanziellen Wachstum beitrug.
Sie war in der Lage, auf Freunde zurückzugreifen, die Geld spendeten und steuerte auch selbst Geld bei. Ihre Spende in Höhe von fünfhundert Dollar an die Vereinigung war die Grundlage für einen mit einhundert Dollar dotierten Preis, der fünf Jahre lang vergeben werden konnte. Burgess war auch eine Zeit lang Präsidentin der Art Students League.
In den Jahren 1928, 1930 und 1931 hatte sie Einzelausstellungen in den Milch Galleries in New York.
Zusätzlich gehörte Burgess weiteren Vereinigungen an. Sie war Mitglied der Academy of Fine Arts of Hartford, der American Watercolor Society, der Society of New York Painters und der Allied Artists of America. Burgess war eine Förderin des Metropolitan Museum of Art.

## Werk
- Green China Jar, Öl auf Leinwand, 1924[22]
- Floral and Chinoiserie still life, Öl auf Leinwand, 1929[23]
- Floral Still Life, Öl auf Leinwand, 1928[24]
- Maderno, Lake of Garda, Italy. Öl auf Leinwand, 1931[25]
- Poppy in a Vase, Öl auf Leinwand[26]
- Portrait of a Gentleman, 1927.[27]
- Portrait of Dr. Daniel Bliss, Amherst College[28]
- Portrait of Nicholas Murray Butler, dem Präsidenten der Columbia University[5]
- Portrait of Jennie Churchill, 1894[29]
- Portrait of Admiral Charles Edgar Clark,[5] Treasury Building, Washington, D.C.[28]
- Portrait of Honorable A. B. Hepburn,[5]
- Portrait of Francis March, Amherst College[28]
- Portrait of Judge Pierson, Public Library, Holyoke, Massachusetts[28]
- Portrait of His Royal Highness, Prince August William, Potsdam, Berlin[28]
- Portrait study of a young woman, ausgestellt im Jahr 1915 auf der jährlichen Kunstausstellung in Newport, Rhode Island.[30]
- Young Woman with Violin and Hat, Aquarell, 1903[31]